# 奥洛夫·舍特科农
奧洛夫·舍特科農（瑞典語：Olof Skötkonung；980年—1022年）是瑞典歷史上首位有確切記載的國王勝利者埃里克的兒子。第二位有確切記載的瑞典國王（995年至1022年）。

## 生平
奧洛夫·舍特科農的事蹟大多是從斯諾里·斯蒂德呂松及不來梅的亞當的著作得來的。
根據不來梅的亞當的記載，丹麥國王、英格蘭國王及挪威國王八字鬍斯文被迫保衛他的丹麥王國免受奧洛夫因為聲稱擁有丹麥王位繼承權而攻擊。衝突其後由斯文與奧洛夫的母親的婚姻得以解決，兩位國王此後成為盟友。 此外，斯諾里·斯蒂德呂松描述了斯文和奧洛夫作為平等的盟友一同在斯伏爾德擊敗挪威國王赤膊王奧拉夫一世，兩人平分挪威，奧洛夫得到布胡斯及部份特倫德拉格。
1014年，八字鬍斯文逝世，他的繼承人奧拉夫二世從新將斯文死後分裂的挪威統一並於1015年成為挪威國王。奧拉夫二世與奧洛夫重新挑起戰爭。兩國都有人想促使二人和解。瑞典貴族及挪威的使者在議會中要求奧洛夫將女兒格戈爾德嫁給奧拉夫二世以作為兩國和解，並威脅要殺死奧洛夫以換取和平。但是奧洛夫卻將女兒格戈爾德嫁給基輔大公智者雅羅斯拉夫。1019年瑞典貴族迫使奧洛夫將嫡子阿農德·雅各布選為共治者以分散奧洛夫的權力，並暗中將奧洛夫的私生女阿斯特里德嫁給奧拉夫二世以作為兩國的和解。
奧洛夫於1008年受洗，是一位虔誠的基督教徒，1022年他在斯德哥爾摩因拒絕獻祭異教而被殺，成為殉教者。

### 家庭
與皇后奧布瑞特的厄斯特里德（約979年－1035年）的子女：
- 嫡女：基輔大公夫人英格戈爾德（1001年－1050年），於1019年與基輔大公智者雅羅斯拉夫結婚
- 嫡子：瑞典國王阿農德·雅各布（1008年－1050年）（1022年－1050年在位）

與妾侍厄德拉（約979年－1035年）的子女：
- 庶子：瑞典國王厄蒙德·斯萊姆（995年或1000年後－1060年）（1050年－1060年在位）
- 庶女：挪威王后阿斯特里德（？－1035年），於1019年與挪威國王奧拉夫二世結婚